# 도미니언 (스타 트렉)
도미니언(Dominion)은 《스타 트렉 시리즈》에 등장하는 가공의 나라로, 감마 분면의 넓은 지역을 지배하고 있다.

## 개요
파운더(Founder)라고 불리는 지배 종족을 정점으로, 그들을 섬기기 위해 유전자 조작된 보타(Vorta)인 젬하다(Jem'Hadar) 등 여러 종족으로 구성되어 있다.  로뮬런제국, 행성연방(Federation), 클링온제국 등을 뛰어넘는 과학 기술력과 방대한 군사력을 보유하고 있다.
24세기 안정된 베이조(Bajor)의 웜홀에 의해 알파 분면과의 접촉이 가능해짐에 따라, 알파 분면의 패권을 장악하기 위하여, 카대시안(Cardassian), 브린(Breen)과 동맹을 결성, 행성연방, 클링온제국, 로뮬런제국의 동맹군과 도미니언 전쟁을 일으킨다.

## 등장 작품
도미니언이 실제로 등장하는 작품은 스타 트렉: 딥 스페이스 나인으로, 다른 시리즈에서는 등장 인물의 언급 외에 실제로 등장하는 일은 없다.